# Berszty
Berszty (błr. Бершты, Bierszty; ros. Бершты, Bierszty) – wieś na Białorusi, w obwodzie grodzieńskim, w rejonie szczuczyńskim, w sielsowiecie Ostryna. W 2009 roku liczyła 146 mieszkańców.
Znajduje się tu parafialna cerkiew prawosławna pw. św. Paraskiewy.

## Historia
W 1880 roku siedziba gminy Berszty. Pod koniec XIX wieku we wsi było 117 domów i 936 mieszkańców. Istniała tu szkoła, cerkiew i ambulatorium.
Według Powszechnego Spisu Ludności z 1921 roku wieś zamieszkiwało 1120 osób, wśród których 46 było wyznania rzymskokatolickiego, 1.044 prawosławnego a 30 mojżeszowego. Jednocześnie 55 mieszkańców zadeklarowało polską przynależność narodową, 1.051 białoruską, 6 żydowską a 8 inną. Było tu 207 budynków mieszkalnych. W 1929 były tu dwa tartaki, młyn, dwie smolarnie, trzy sklepy spożywcze i jeden tytoniowy.
W 1939 roku Berszty znalazły się w strukturach administracyjnych ZSRR. 12 października 1940 roku stały się siedzibą nowo utworzonego sielsowietu w składzie rejonu porzeckiego obwodu białostockiego, ale już 25 listopada tego samego roku sielsowiet ten przeniesiono w skład rejonu skidelskiego. Od czerwca 1941 roku miejscowość znajdowała się pod okupacją niemiecką. 22 lipca 1941 r. została włączona w skład okręgu białostockiego III Rzeszy. W 1944 miejscowość została ponownie zajęta przez wojska sowieckie. 20 września 1944 roku wraz z całym rejonem skidelskim miejscowość włączono do obwodu grodzieńskiego. Po skasowaniu rejonu skidelskiego, od 25 grudnia 1962 roku miejscowość znalazła się w składzie rejonu grodzieńskiego, a od 1964 roku – w obecnym rejonie szczuczyńskim. 20 września 2002 roku skasowano sielsowiet Berszty, przez co miejscowość znalazła się w sielsowiecie Nowy Dwór.